# Blennerhassett (Virginia Occidental)
Blennerhassett es un lugar designado por el censo ubicado en el condado de Wood en el estado estadounidense de Virginia Occidental. En el Censo de 2010 tenía una población de 3089 habitantes y una densidad poblacional de 239,2 personas por km².

## Geografía
Blennerhassett se encuentra ubicado en las coordenadas 39°15′26″N 81°37′50″O / 39.25722, -81.63056. Según la Oficina del Censo de los Estados Unidos, Blennerhassett tiene una superficie total de 12.91 km², de la cual 12.85 km² corresponden a tierra firme y (0.48%) 0.06 km² es agua.

## Demografía
Según el censo de 2010, había 3089 personas residiendo en Blennerhassett. La densidad de población era de 239,2 hab./km². De los 3089 habitantes, Blennerhassett estaba compuesto por el 97.83% blancos, el 0.68% eran afroamericanos, el 0.1% eran amerindios, el 0.45% eran asiáticos, el 0% eran isleños del Pacífico, el 0.06% eran de otras razas y el 0.87% pertenecían a dos o más razas. Del total de la población el 0.49% eran hispanos o latinos de cualquier raza.